# Lorena Ochoaová
Lorena Ochoa (* 15. listopadu 1981, Guadalajara, Mexiko) je mexická profesionální hráčka golfu a bývalá světová jednička na ženském golfovém žebříčku (duben 2007 – květen 2010).
S tímto sportem začala ve věku 5 let. Ve dvanácti letech již hrála na závodní úrovni. V roce 2007 se stala ženskou světovou golfovou jedničkou a v tomtéž roce byla zvolena sportovcem roku Mexika. V tomto roce také vydělala rekordní 4 miliony USD. Většina peněz byla vložena do její nadace. Mezi roky 2004–2009 zvítězila na LPGA Tour celkem sedmadvacetkrát (z toho 2 turnaje kategorie Major), nejvíce turnajů vyhrála v roce 2007, a to osm. V roce 2010 ukončila kariéru.